# Tekle Haymanot
Tekle Haymanot o Teclè Haymanòt o Takla Haymanot (in ge'ez ተክለ ሃይማኖት, Takla Haymanot, moderno Tekle Haymanot, lett. "pianta della fede"), conosciuto nella chiesa copta come San Takla Haymanot dell'Etiopia (Zorare, 1215 circa – Debre Libanos, 1313 circa) è stato un religioso etiope per lo più venerato dai cristiani etiopi come santo eremita. La sua festa cade il 17 agosto e il 24º giorno di ogni mese nel calendario etiope.
Ha un titolo ecclesiastico, Lik Papas (titolo ge'ez per il vescovo con un rango superiore rispetto agli altri vescovi, ma un rango inferiore rispetto all'arcivescovo o al patriarca) e ha fondato un importante monastero nella sua provincia nativa di Shewa. È significativo per essere l'unico santo etiope popolare sia tra gli etiopi che al di fuori del Paese. Tekle Haymanot «è l'unico santo etiope celebrato ufficialmente in chiese straniere come a Roma e in Egitto».

## Primi anni di vita
Tekle Haymanot nacque a Zorare, un distretto di Selale che si trova sul confine orientale di Shewa. Era il figlio del sacerdote Tsega Zeab (ጸጋ ዘአብ, "dono della fede") e di sua moglie Egzi'e Haraya ("Scelta di Dio"), che è anche conosciuta come Sarah; Tekle Haymanot è nato dopo che i suoi genitori, che non avevano avuto figli, avevano promesso il loro primogenito a Dio. Secondo la tradizione, i suoi antenati erano stati cristiani del Tigré che si erano stabiliti a Shewa dieci generazioni prima.
Durante la sua giovinezza, Shewa fu soggetta a numerose incursioni devastanti da parte di Matolomi, il re pagano di Damot, che giaceva al di là del fiume Jamma. Una delle razzie più note di Matolomi fu il raid che portò al rapimento di Egzi'e Haraya; si dice che si sia riunita con Tsega Zeab grazie all'intercessione dell'arcangelo Michele: quando Matolomi scoprì che stavano scappando, lanciò una lancia che si sarebbe voltata in sua direzione uccidendolo. Esistono diverse tradizioni come questa, alcune di minor valore storico rispetto ad altre, che descrivono le interazioni di Tekle Haymanot con il re Matolomi.
Suo padre impartì a Tekle Haymanot la prima istruzione religiosa; in seguito fu ordinato sacerdote dal vescovo egiziano Cirillo (noto come Kirollos in copto).

## Carriera successiva
Il primo evento significativo della sua vita fu quando Tekle Haymanot, all'età di 30 anni, viaggiò verso nord per cercare un'ulteriore formazione religiosa. Il suo viaggio lo portò da Selale a Grarya, poi Katata, Damot, Amhara, per terminare nel monastero di Iyasus Mo'a, che solo pochi anni prima aveva fondato un monastero su un'isola nel mezzo del lago Haic nel distretto di Amba Sel (l'attuale regione degli Amhara). Lì Tekle Haymanot studiò sotto l'abate per nove anni prima di recarsi a Tigré, dove visitò Axum, quindi rimase per un po' nel monastero di Debre Damo, dove studiò sotto l'abate Yohannes, padre spirituale di Iyasus Mo'a. A questo punto aveva sviluppato un piccolo gruppo di seguaci, attratti dalla sua reputazione. Nella cultura etiope, è un segno di rispetto riferirsi agli anziani e ai leader religiosi con pronomi in terza persona plurale. Come tale, Tekle Haymanot veniva spesso citato con questi pronomi nei testi religiosi, anche se era una singola persona.
Alla fine, Tekle Haymanot lasciò Debre Damo con i suoi seguaci per tornare a Shewa. Lungo il percorso, si fermò al monastero di Iyasus Mo 'a sul lago Haic, dove la tradizione afferma che ricevette la piena investitura dell'abito di monaco etiope. Lo storico Taddesse Tamrat vede nei resoconti esistenti di questo atto un tentativo degli scrittori successivi di giustificare l'autorità del monastero nel lago Haic nei confronti dei seguaci di Tekle Haymanot.
Una volta a Shewa, introdusse lo spirito di rinnovamento che il cristianesimo stava sperimentando nelle province settentrionali. Si stabilì nella zona centrale tra Selale e Grarya, dove fondò nel 1284 il monastero di Debre Atsbo (ribattezzato nel XV secolo Debre Libanos). Questo monastero divenne una delle più importanti istituzioni religiose dell'Etiopia, non solo fondando un certo numero di istituzioni figlie, ma il suo abate divenne uno dei principali capi della Chiesa etiope, chiamato Echege, secondo solo agli Abuna.
Tekle Haymanot visse per 29 anni dopo la fondazione di questo monastero, morendo l'anno prima dell'imperatore Wedem Arad; questo daterebbe la morte di Tekle Haymanot al 1313. Fu sepolto per la prima volta nella grotta dove inizialmente aveva vissuto come eremita; quasi 60 anni dopo fu riesumato e tumulato a Debre Libanos. Negli anni '50 del Novecento, l'imperatore Haile Selassie costruì una nuova chiesa nel monastero di Debre Libanos sul sito della tomba del Santo. Rimane un luogo di pellegrinaggio e un luogo privilegiato per la sepoltura di molte persone in tutta l'Etiopia.

## Tradizioni successive
Tekle Haymanot è spesso rappresentato come un vecchio con le ali sulla schiena e solo una gamba visibile. Ci sono una serie di spiegazioni per questa immagine popolare. C.F. Beckingham e G.W.B. Huntingford raccontano la storia, secondo cui il santo «essendo rimasto troppo a lungo seduto per circa 34 anni, una delle sue gambe si spezzò o tagliò mentre Satana stava tentando di fermare le sue preghiere, dopodiché si fermò su un piede per 7 anni». Paul B. Henze descrive la sua gamba mancante come una «gamba mozzata ... nell'angolo in basso a sinistra discretamente avvolta in un panno». Il viaggiatore Thomas Pakenham apprese dal priore di Debre Damo come Tekle Haymanot avrebbe ricevuto le sue ali:
Un giorno disse che sarebbe andato a Gerusalemme per vedere il Giardino del Getsemani e la collina del Cranio che si chiama Golgota. Ma Shaitan (Satana) progettò di impedire a Tekla Haymanot di andare nel suo viaggio in Terra santa, e tagliò la corda che portava dalla roccia a terra proprio mentre Tekla Haymanot iniziava a scendere. Quindi Dio diede a Tekla Haymanot sei ali ed egli volò giù nella valle sottostante… e da quel giorno Teklahaimanot volò avanti e indietro a Gerusalemme sopra le nuvole come un aeroplano.
Molte tradizioni sostengono che Tekle Haymanot abbia avuto un ruolo significativo nell'ascensione di Yekuno Amlak come monarchia restaurata della dinastia solomonide, dopo due secoli di dominio della dinastia Zagwe, sebbene storici come Taddesse Tamrat credano che queste siano invenzioni successive (alcune tradizioni più antiche attribuiscono a Iyasus Mo'a quest'onere).
Un'altra tradizione accredita Tekle Haymanot come l'unico Lek'e P'ap'as dell'Etiopia ad essere nato in Etiopia e ad essere etiope . La popolazione cristiana e i vescovi dell'Etiopia volevano che Tekle Haimanot diventasse il Lek'e P'ap'as dell'Etiopia. Dopo che il nuovo Lek'e P'ap'as Abuna Yohannes inviato dal Patriarca di Alessandria arrivò dall'Egitto in Etiopia, decise di operare una ripartizione: una parte dell'Etiopia a Tekle Haimanot e una parte a se stesso, ma Tekle Haimanot non voleva l'alto rango di Lek'e P'ap'as e si ritirò dalla sua posizione per diventare di nuovo monaco.
Sono state scritte numerose agiografie di questo santo. G.W.B. Huntingford menziona due diversi gadlat: «uno scritto da Abba Samuel di Waldiba nel primo quarto del XV secolo e l'altro da Gibra Maskel di Debre Libanos all'inizio del XVI secolo». E.A. Wallis Budge ha tradotto il terzo, intitolato La vita di Täklä Haymanot, attribuito a Täklä Sion. Tesfaye Gebre Mariam aggiunge a queste un'altra versione, popolare presso il monastero di Debre Libanos e contenente molti più dettagli della vita del santo rispetto a qualsiasi altra versione del Gadla, e che Tesfaye ha confermato essere stato scritto dall'Ichege Yohannis Kema.